# Cecilia (romanzo)
Cecilia è il secondo romanzo della scrittrice inglese Frances Fanny Burney, pubblicato nel 1782.
Questo romanzo sentimentale è una descrizione satirica della società in cui è ambientato, ed è un precursore importante dei lavori di Jane Austen e Maria Edgeworth, i cui romanzi esplorano argomenti simili.

## Trama
Cecilia diventa erede della fortuna di suo zio, che erediterà quando diventerà maggiorenne. Tuttavia, il testamento prevede che se si sposa, suo marito deve prendere il nome della famiglia Beverley, o perderà la fortuna. Suo zio ha nominato tre tutori: Mr Harrel, il marito del suo compagno di scuola che vive in una società alla moda; Mr Briggs, un avaro, che custodisce gelosamente la sua fortuna; e il signor Delvile, un uomo molto orgoglioso che si lamenta costantemente di essere stato abbassato ad accettare il ruolo accanto a persone così inferiori. Il signor Monkton è stato amico e confidente di Cecilia per molti anni. Si rammarica di aver sposato una donna irascibile per la sua fortuna e vuole sposare Cecilia quando la sua anziana moglie muore.
Cecilia va a vivere con gli alla moda Harrels, ma trova il loro modo di vivere molto superficiale. Il signor Harrel è sotto l'influenza dello stravagante Sir Robert Floyer le cui attenzioni Cecilia trova discutibili. L'eccentrico Mr Albany sfida Cecilia a pensare ad altri meno fortunati di lei. È disgustata nello scoprire che il signor Harrel si rifiuta di pagare il suo debito con la signora Harris, il cui marito è il creditore del signor Harrel e la cui famiglia è in grave povertà.
Diventa presto evidente che gli Harrel vivono al di sopra delle loro possibilità e il signor Harrel ricatta emotivamente Cecilia per denaro. Il signor Briggs non le anticiperà alcun denaro dalla sua fortuna e quindi è costretta a prendere in prestito da un ebreo prestatore di denaro per dare al signor Harrel ciò di cui ha bisogno. Nel frattempo, Cecilia incontra il signor Mortimer Delvile che si rivela molto diverso dal suo orgoglioso e odioso padre. Si innamora di lui e poiché la famiglia ha bisogno di soldi, presume che il suo matrimonio sarebbe il benvenuto. Cecilia fa amicizia con la signora Delvile che, sebbene orgogliosa, è felice della sua compagnia intelligente e virtuosa.
Si verifica uno sfortunato incidente. Il signor Belfield si offre di scortarla fuori dal teatro e lei accetta, ma Sir Robert Floyer si oppone. Cecilia si rifiuta di cambiare idea ei due uomini discutono. Le sue appassionate suppliche di non combattere portano le persone a credere che abbia una decisa preferenza per un gentiluomo o per l'altro. Belfield è ferito nel duello e deve nascondersi in una zona povera della città prima che si riprenda completamente perché non può permettersi di pagare il dottore. Sia Cecilia che Mortimer cercano di aiutare il povero signor Belfield. Cecilia fa amicizia con sua sorella Henrietta, ma la signora Belfield presume erroneamente che la sua preoccupazione sia il risultato dell'amore e rimprovera suo figlio per non aver sollecitato la mano di Cecilia. Cecilia ha difficoltà a convincere Mortimer che non è innamorata né di Sir Robert né del signor Belfield. Alla fine riesce a persuadere Sir Robert che non vuole sposarlo, ma poi viene perseguitata da Mr Marriot e da Lord Ernolf, che cerca senza successo la sua mano per suo figlio, Lord Derford.
Gli affari degli Harrel precipitano: il signor Harrel si suicida a Vauxhall Gardens. Cecilia gli ha dato ingenti somme di denaro e se ne sono andati tutti. Il signor Monkton salda il suo debito con l'usuraio che accetta di ripagare quando diventa maggiorenne. Cecilia va a stare con la signora Delvile, a Londra e poi al castello di Delvile. Mortimer si tiene a distanza e Cecilia diventa confusa e ferita.
Mortimer alla fine si spiega: è innamorato di lei, ma i suoi genitori non sosterranno la partita perché non lo accetterebbero mai di rinunciare al suo nome. Le chiede di sposarlo immediatamente e di nascosto e confida che in seguito conquisteranno i suoi genitori. Cecilia alla fine viene persuasa, ma ha così paura di andare contro i desideri della sua cara amica, la signora Delvile, che si pente immediatamente di aver accettato. Chiede al suo amico Mr Monckton di dire a Mortimer che non può sposarlo, ma lui non riesce a rintracciarlo e lei stessa va a Londra. Mortimer la conquista ancora una volta, ma la cerimonia del matrimonio viene interrotta da qualcuno che grida durante quella frase fatale "Qualcuno sa qualche motivo per cui questa coppia non può essere unita?" per poi scappare.
La signora Delvile fa visita a Cecilia e le assicura che non sposerà suo figlio contro la sua volontà, ma Mortimer è meno disposto a rinunciare a Cecilia e sua madre è così arrabbiata che si ammala. Il signor Delvile è fortemente contrario alla partita in ogni modo.
Mortimer torna quindi da Cecilia con la proposta, sostenuta dai suoi genitori, che dovrebbe mantenere il suo nome e lei dovrebbe rinunciare alla sua fortuna e vivere delle 10.000 sterline lasciatele da suo padre. Ma ahimè, Cecilia aveva anticipato la maggior parte di questi soldi al signor Harrel, un fatto che Mortimer non sapeva. Mortimer ora propone che sopravvivano con il proprio reddito e, dopo aver ottenuto il sostegno di sua madre, Cecilia accetta con riluttanza un matrimonio segreto, sperando di ottenere il sostegno di suo padre in seguito. Si sposano a Londra e Mortimer torna immediatamente dalla madre malata e Cecilia torna nel Suffolk.
Ma Mortimer scopre che il signor Monckton ha diffamato Cecilia per tenerla celibe fino al momento in cui è libero di sposarla lui stesso e, infuriato, lo sfida a duello e gli spara. Mentre il signor Monckton vive, Mortimer è al sicuro, ma accetta di portare sua madre all'estero per la sua salute.
Nel frattempo, Cecilia viene accusata di aver cambiato nome ed è quindi costretta a rinunciare alla sua eredità. Esce di casa e torna da quella della signora Charlton, ma quando quella signora muore, rimane senza casa. Cecilia intende viaggiare per incontrare Mortimer, ma non riesce a trovarlo. Il signor Delvile rifiuta il suo rifugio. Va a chiedere consiglio al signor Belfield, ma viene scoperta lì da Mortimer, il cui padre ha diffamato il suo personaggio con i racconti del signor Monckton. Cecilia va dietro a Mortimer, terrorizzata dal fatto che possa combattere un altro duello, ma non riesce a trovarlo e la sua ansia è così grande che diventa temporaneamente pazza.
Alla fine Cecilia viene salvata e, troppo orgoglioso per lasciare che sua nuora rimanga in povertà, il signor Delvile la accoglie a casa sua. Cecilia si riprende e si riunisce con Mortimer. La sua amica Henrietta e il suo corteggiatore deluso, il signor Arnott, trovano conforto l'uno con l'altro. La virtù ha la sua ricompensa quando Cecilia viene nominata erede di alcuni soldi della famiglia Delvile.